# Cosmarium subbalteum
Cosmarium subbalteum là một loài Song tinh tảo trong họ Desmidiaceae, thuộc chi Cosmarium.